# Wonder boy
『wonder boy』（ワンダー・ボーイ）はthe★tambourinesの5枚目のシングル。

## 内容
読売テレビ・日本テレビ系『BAN!BOO!ぱいん!!』エンディングテーマで、初めてオリコンウィークリーチャートで100位以内にランクインした作品。

## 批評
CDジャーナルは「（当時のレーベルメイトの）倉木麻衣の曲をもう少しアコースティックにした感じ」「変種のアイドル・ポップスとして、いいところを狙っている」と評した。

## 収録曲
1. wonder boy
作詞：松永安未　作曲：徳永暁人　編曲：大賀好修
2. daisy
作詞：松永安未　作曲・編曲：麻井寛史
3. wonder boy -screaming-jazz/a-
4. wonder boy -inst.-

## レコーディング参加
- 大賀好修 - ギター
- 宇徳敬子 - コーラス